# Episema capreae
Episema capreae là một loài bướm đêm trong họ Noctuidae.